# 漠河水螅
漠河水螅（学名：Hydra mohensis sp. nov.）一种发现于中华人民共和国黑龙江省漠河市北极村池塘中的淡水水螅。

## 形态特征
漠河水螅雌雄同体，体柱长6.0～10.5mm，一般为8mm。触手5～8条，一般为6条。

## 发现
漠河水螅是1996年和1997年由哈尔滨师范大学的研究人员采集，模式标本保存于哈尔滨师范大学生物学系无脊椎动物教学研究室。